# Mildeella
Mildeella là một chi rêu trong họ Pottiaceae.